# Seznam českých vítězů nadnárodních fotbalových klubových soutěží
Seznam českých vítězů nadnárodních fotbalových klubových soutěží uvádí soupis českých fotbalistů, kteří vyhráli některou z klubových fotbalových soutěží.

## Liga mistrů UEFA
| Hráč              | Sezona           |
| ----------------- | ---------------- |
| Milan Baroš       | 2005 – Liverpool |
| Vladimír Šmicer   | 2005 – Liverpool |
| Marek Jankulovski | 2007 – AC Milán  |
| Petr Čech         | 2012 – Chelsea   |
| Celkem            | 4                |

## Pohár vítězů pohárů UEFA
| Hráč         | Sezona          |
| ------------ | --------------- |
| Pavel Nedvěd | 1999 – SS Lazio |
| Celkem       | 1               |

## Evropská liga UEFA
| Hráč            | Sezona                 |
| --------------- | ---------------------- |
| Radoslav Látal  | 1997 – Schalke         |
| Jiří Němec      | 1997 – Schalke         |
| Patrik Berger   | 2001 – Liverpool       |
| Vladimír Šmicer | 2001 – Liverpool       |
| Radek Šírl      | 2008 – Zenit Petrohrad |
| Tomáš Hübschman | 2009 – Šachtar Doněck  |
| Tomáš Ujfaluši  | 2010 – Atlético Madrid |
| Petr Čech       | 2013 – Chelsea         |
| Tomáš Vaclík    | 2020 – Sevilla         |
| Celkem          | 9                      |

## Evropská konferenční liga UEFA
| Hráč            | Sezona                    |
| --------------- | ------------------------- |
| Vladimír Coufal | 2023 – West Ham United FC |
| Tomáš Souček    | 2023 – West Ham United FC |
| Celkem          | 2                         |

## Superpohár UEFA
| Hráč              | Sezona                 |
| ----------------- | ---------------------- |
| Pavel Nedvěd      | 1999 – SS Lazio        |
| Patrik Berger     | 2001 – Liverpool       |
| Vladimír Šmicer   | 2001 – Liverpool       |
| Marek Jankulovski | 2007 – AC Milán        |
| Radek Šírl        | 2008 – Zenit Petrohrad |
| Tomáš Ujfaluši    | 2010 – Atlético Madrid |
| Celkem            | 6                      |

## MS klubů
| Hráč              | Sezona          |
| ----------------- | --------------- |
| Marek Jankulovski | 2007 – AC Milán |
| Celkem            | 1               |

## Intertoto Cup
| Hráč          | Sezona              |
| ------------- | ------------------- |
| David Jarolím | 2007 – Hamburger SV |
| Celkem        | 1                   |